# Mellnitz (Jessen)
Mellnitz ist ein Ortsteil der Stadt Jessen (Elster) im Landkreis Wittenberg des Landes Sachsen-Anhalt. Der überwiegend landwirtschaftlich geprägte Ort zählt mit seinen 56 Einwohnern zu den kleinsten Orten im Landkreis. Die Ortschaft verfügt über eine Freiwillige Feuerwehr.

## Lage und Erreichbarkeit
Mellnitz liegt ca. 15 km nördlich der Stadt Jessen und ist über die B187, die L37 und die L39 mit ihr verbunden.

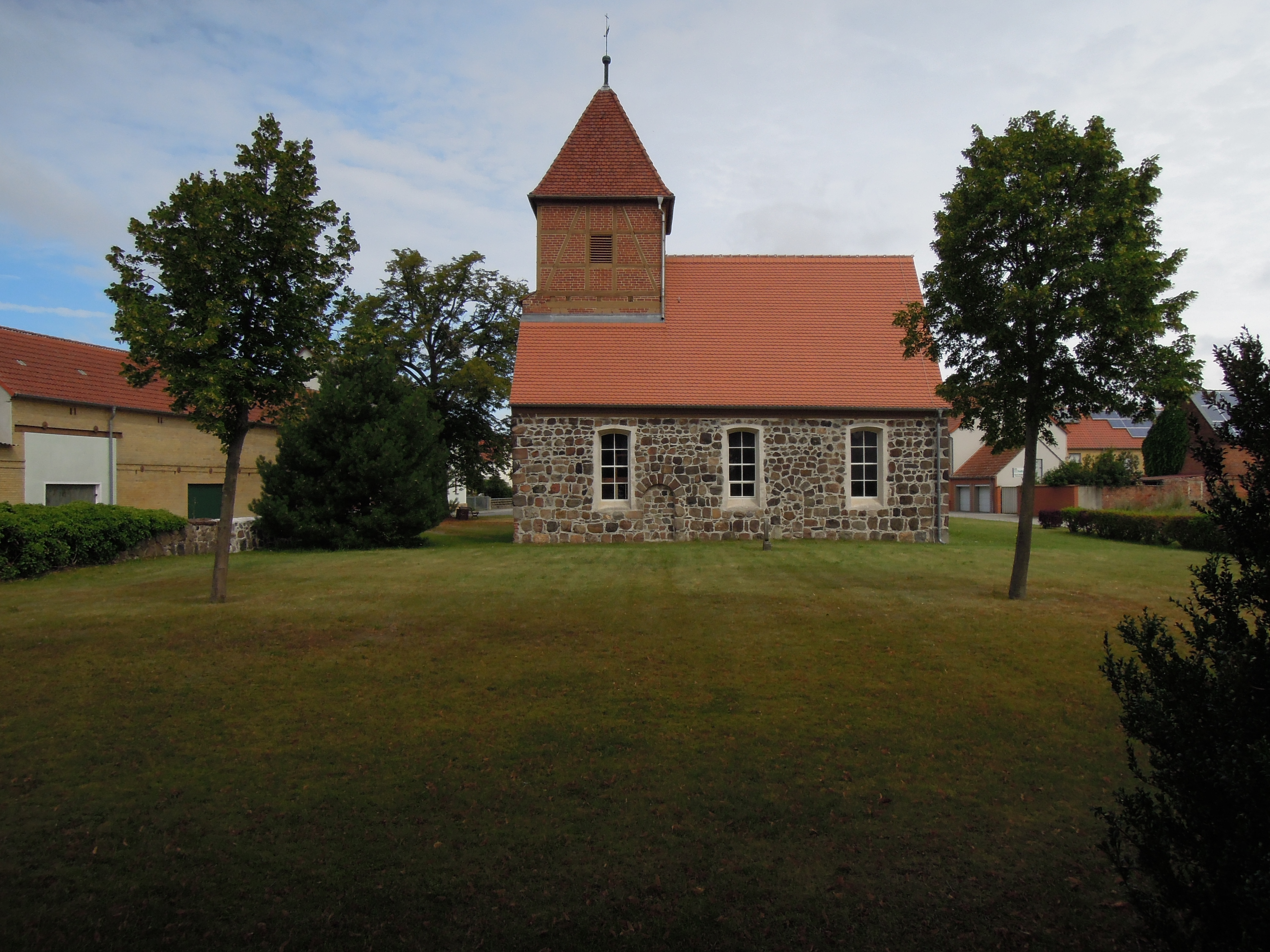
Kirche Mellnitz (Jessen)

## Geschichte
Als Siedlung wurde Mellnitz erstmals am 14. November 1385 in Urkunden erwähnt.

## Gewerbe
Der Ort ist überwiegend landwirtschaftlich geprägt. Es sind aber auch einige kleine Gewerbe ansässig.

## Kirche
Die im Ort befindliche Kirche aus dem 11. Jahrhundert war in den Jahren 1978–1985 wegen Einsturzgefahr gesperrt. Rechtzeitig zur 600-Jahr-Feier des Ortes wurde sie 1985 nach einer umfangreichen Sanierung wieder für die Öffentlichkeit freigegeben.
Die Kirche ist ein kleiner rechteckiger, romanischer Feldsteinbau aus der ersten Hälfte des 13. Jahrhunderts. In der zweiten Hälfte des 17. Jahrhunderts wurde das Bauwerk offenbar nach starken Kriegszerstörungen erneuert; aus dieser Zeit stammt der quadratische Fachwerkdachreiter über dem Westgiebel. In der Ostwand ist ein kleines romanisches Schlitzfenster eingelassen, die übrigen Fenster wurden im 19. Jahrhundert vergrößert und zwei ursprüngliche Südpforten vermauert. Innen ist das Bauwerk flachgedeckt; die ehemalige Ausstattung wurde ähnlich wie in Gadegast um 1970 zerstört.